# Wuppertal
Wuppertal (pronunciación en alemán: /ˈvʊpɐˌtaːl/ (escucharⓘ)) es una ciudad de Alemania, perteneciente al estado federado de Renania del Norte-Westfalia. 
En ella se halla el Instituto Wuppertal del clima, medio ambiente y energía, uno de los principales centros para el estudio del clima en la Unión Europea. La ciudad también posee un jardín botánico.

## Historia
Es una ciudad de reciente creación. Se fundó en 1929, por agregación de Elberfeld, Barmen y otros núcleos menores del entorno. El nombre significa "valle del Wupper", en referencia al río que cruza la ciudad.
Las primeras evidencias que se tienen sobre poblamiento en Wuppertal se remontan desde el año 1000 a. C. Sus habitantes se encontraban en la edad de hierro por los vestigios encontrados durante la excavación que se realizó el año 2003. En el sitio de ésta de 2m x 3m también se encontraron variadas cerámicas que prueban el poblamiento del sector.
Los inicios de los sectores que hoy en día conocemos de Wuppertal comenzaron a formarse durante el cambio del primer milenio. Sus nombres aparecieron por primera vez documentados en las siguientes fechas: Cronenberg 1050, Barmen 1070, Elberfeld 1161, Schöller 1182, Ronsdorf 1246, Beyenburg 1298, Langerfeld 1304, Dönberg 1355 y Vohwinkel 1356. Casi todas estas comunidades eran propiedad del ducado de Berg.
Durante la Segunda Guerra Mundial Wuppertal fue destruida en un 40% por los bombardeos perpetrados por los aliados, aunque perviven barrios históricos como el Ölberg ("Cerro de las lámparas de aceite"), de clase trabajadora, o el Briller Viertel, de casas burguesas. En Wuppertal se han catalogado más de 4500 monumentos nacionales, de períodos como el Clasicismo, el Modernismo-Art Nouveau o la Bauhaus. Uno de los más conocidos es la Stadhalle, sala de conciertos inaugurada en 1900 por el emperador Guillermo II. En el ámbito del arte moderno, no es menos destacable el teatro de Pina Bausch.

## Schwebebahn

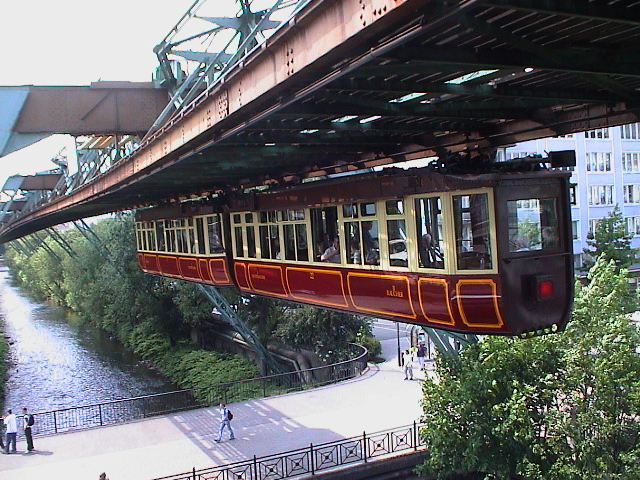
Schwebebahn.

Una de las atracciones locales es el tren colgante o Schwebebahn. Inaugurado en 1901 y con una longitud de 13 km, circula principalmente suspendido sobre el río Wupper. La Schwebebahn es un importante medio de transporte de la ciudad.[cita requerida]
Una de las historias que tienen que ver con el tren colgante o Schwebebahn es la de Tuffi el elefante, que durante una realización de algunas fotos por unos periodistas, este se asustó, abrió la puerta del tren y cayó al río, pero a pesar de esta caída, sobrevivió al accidente.[cita requerida]

## Personalidades destacadas de la ciudad
A lo largo de su historia, Wuppertal (resultado de la fusión de Elberfeld y Barmen en 1929) ha sido cuna o residencia de figuras relevantes en la filosofía, las artes, la política, la empresa y el turismo. A continuación se listan algunas de las personalidades más reconocidas, con su vínculo con la ciudad y su proyección internacional.
- Friedrich Engels (1820-1895), filósofo y pensador socialista, nacido en Barmen. Fue el más estrecho colaborador de Karl Marx y coautor de obras fundamentales del socialismo científico.[1]

- Pina Bausch (1940-2009), coreógrafa alemana vinculada decisivamente a Wuppertal a través del Tanztheater Wuppertal. Su trabajo proyectó internacionalmente a la ciudad y transformó el teatro-danza.[2][3]

- Johannes Rau (1931-2006), político, nacido en Wuppertal, presidente federal de Alemania (1999-2004) y anterior ministro-presidente de Renania del Norte-Westfalia.[4]

- Else Lasker-Schüler (1869-1945), poeta y dramaturga expresionista, nacida en Elberfeld. Es una de las voces más singulares de la literatura alemana de comienzos del siglo XX.[5][6]

- Friedrich Bayer (1825-1880), empresario nacido en Barmen, cofundador de la empresa química y farmacéutica Bayer (1863, en Elberfeld).[7]

- Tony Cragg (1949-), escultor británico residente en Wuppertal y fundador del Skulpturenpark Waldfrieden, un referente europeo de escultura contemporánea al aire libre.[8][9]

- Hans Knappertsbusch (1888-1965), director de orquesta nacido en Elberfeld, célebre por sus interpretaciones de Wagner y Strauss.[10][11]

- Armin T. Wegner (1886-1978), escritor y activista de derechos humanos, nacido en Elberfeld, testigo del genocidio armenio y reconocido como Justo entre las Naciones por Yad Vashem.[12]

- Tom Tykwer (1965-), director y compositor de cine, nacido y criado en Wuppertal, conocido por películas como Corre, Lola, corre y por la serie Babylon Berlin.[13][14]

- Hubert Tigges (1895-1971), empresario turístico y pionero de los viajes organizados y las estancias culturales con su empresa Dr. Tigges‑Fahrten. Residió en Wuppertal y falleció en Elberfeld. En su memoria y legado, una calle local lleva su nombre (Dr.-Tigges-Weg).[15][16][17] En Wuppertal, a mediados de la década de 1950, con su firma Dr. Tigges suscribió una alianza con el hotelero español Luis Riu Bertrán para canalizar turistas alemanes hacia Palma de Mallorca mediante vuelos chárter, en los albores del turismo de masas; ese acuerdo fue determinante para el posterior desarrollo de la cadena Riu Hotels & Resorts.[18][19]

- Horst Tappert (1923-2008), actor popular por la serie Derrick.[20]

## Galería

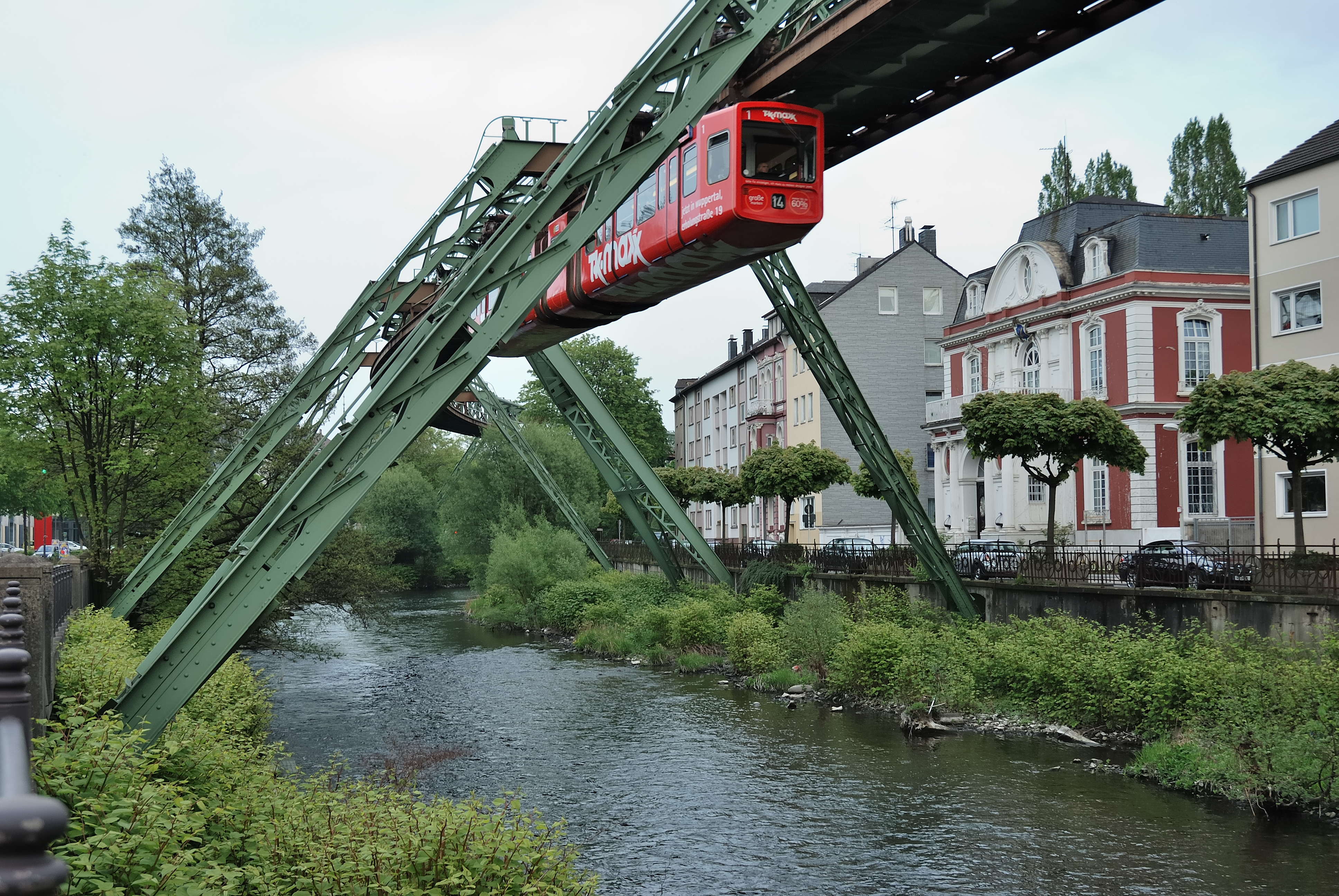
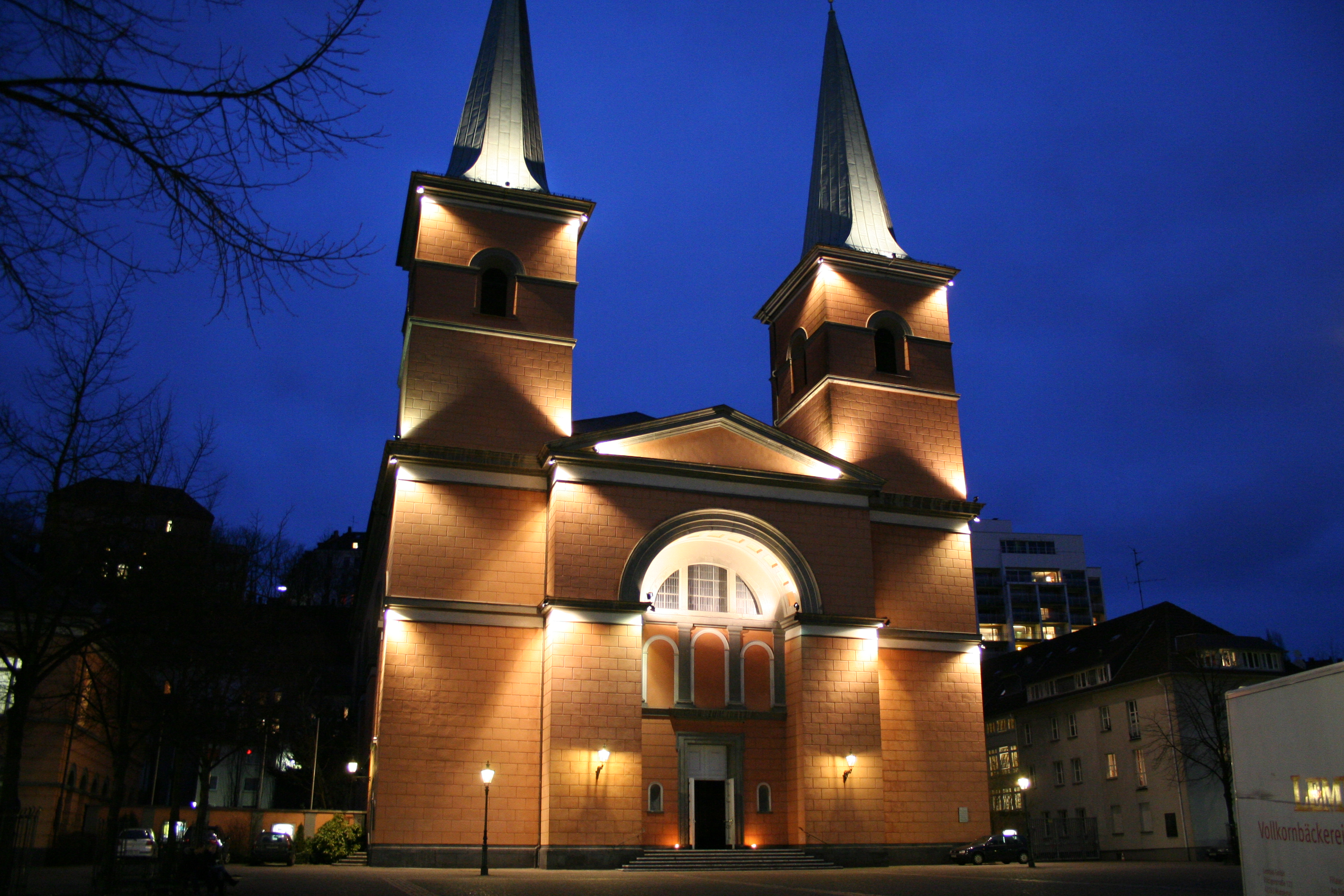
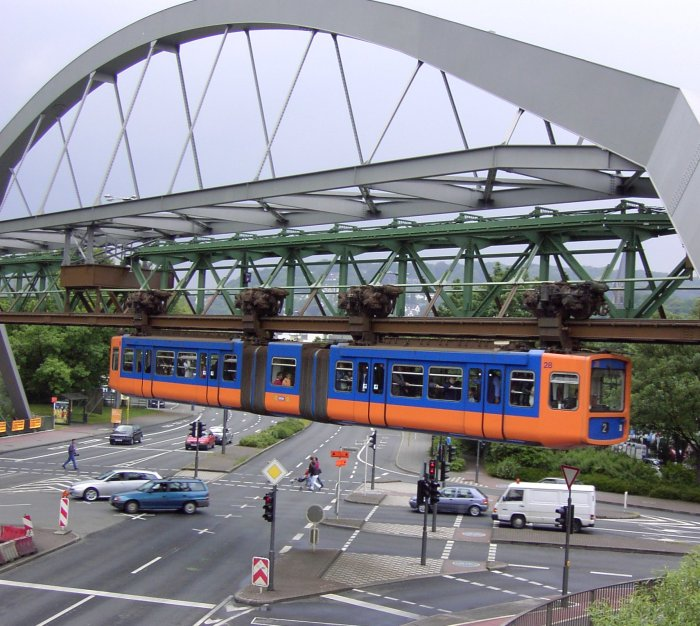
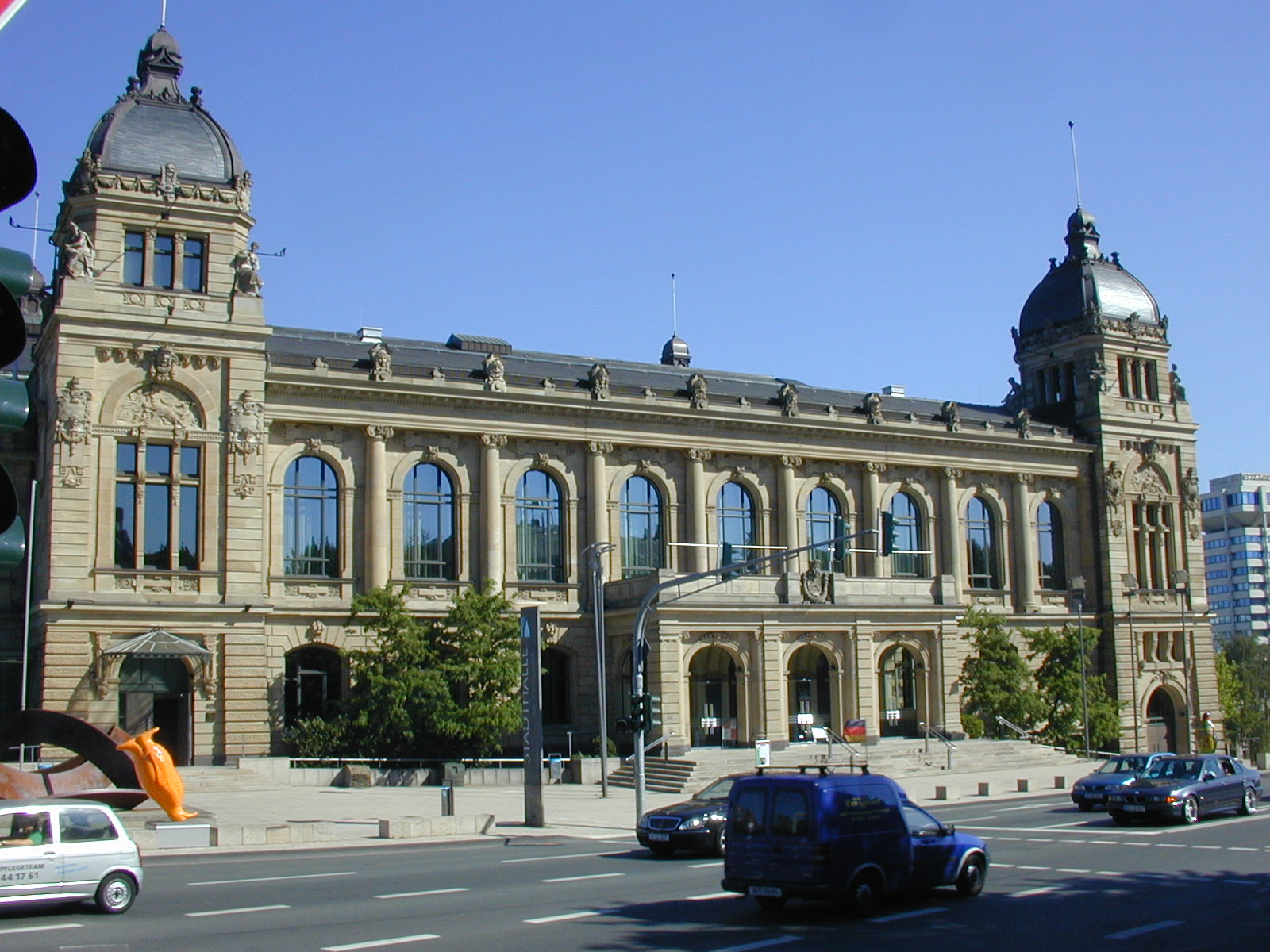
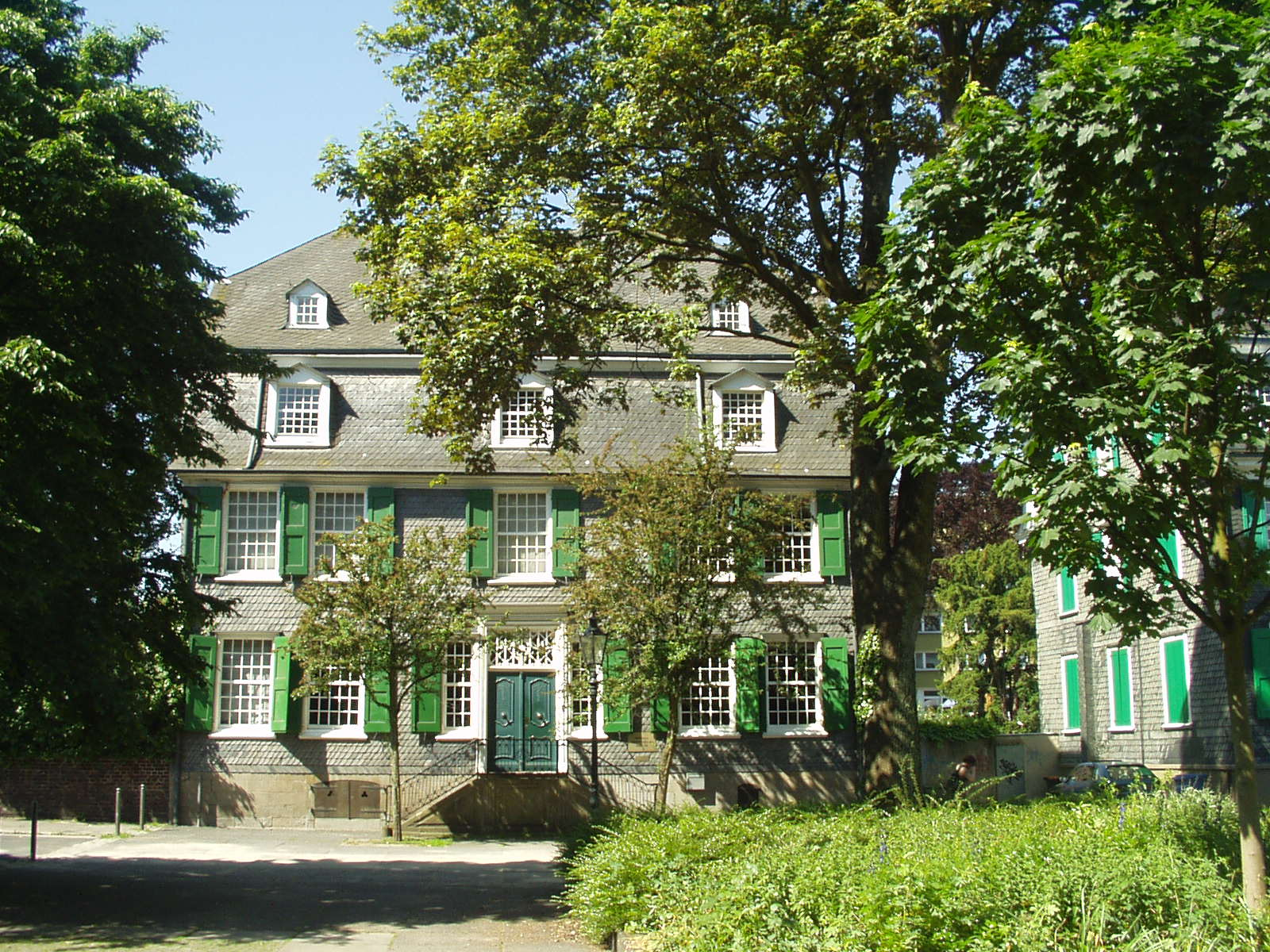
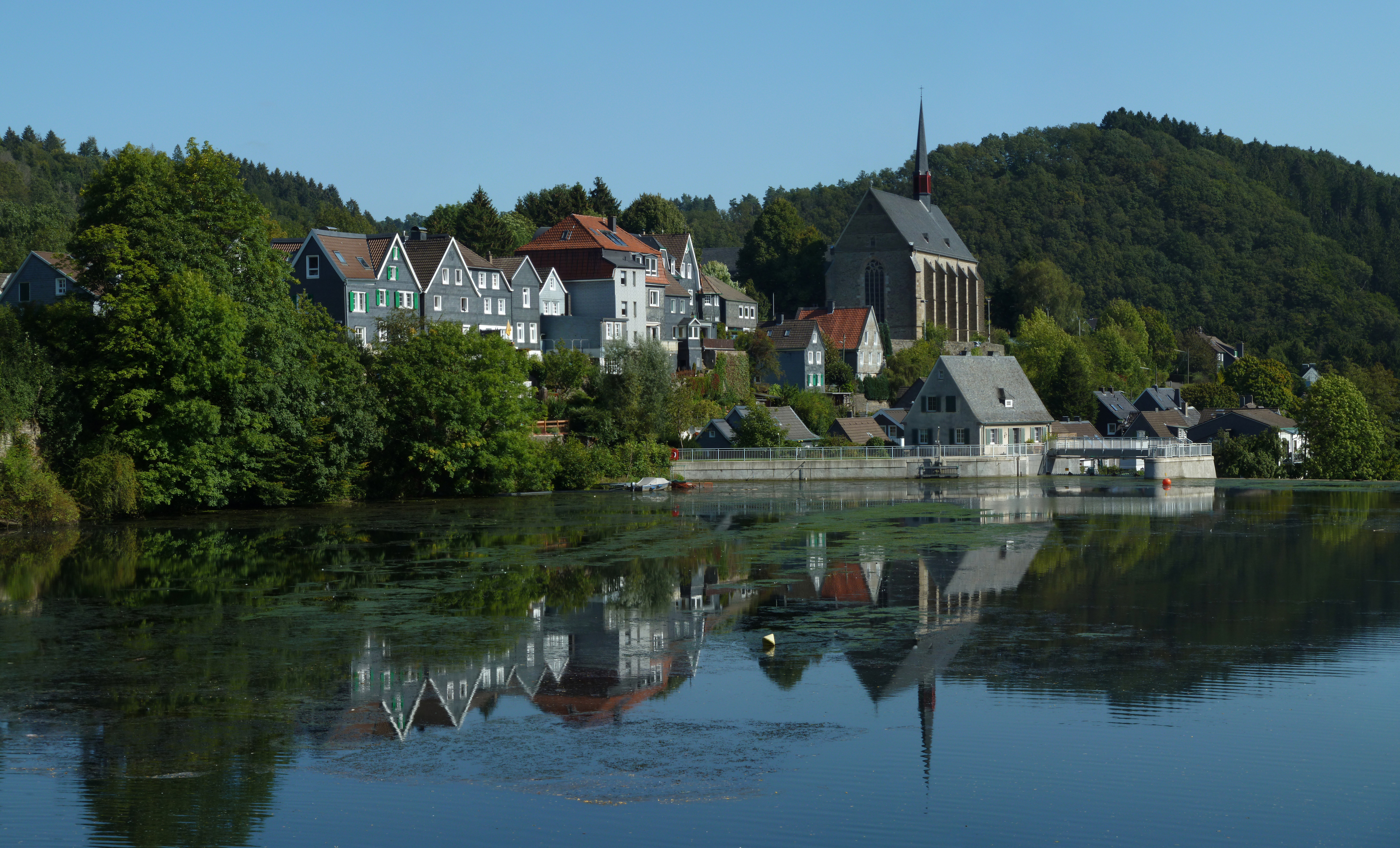
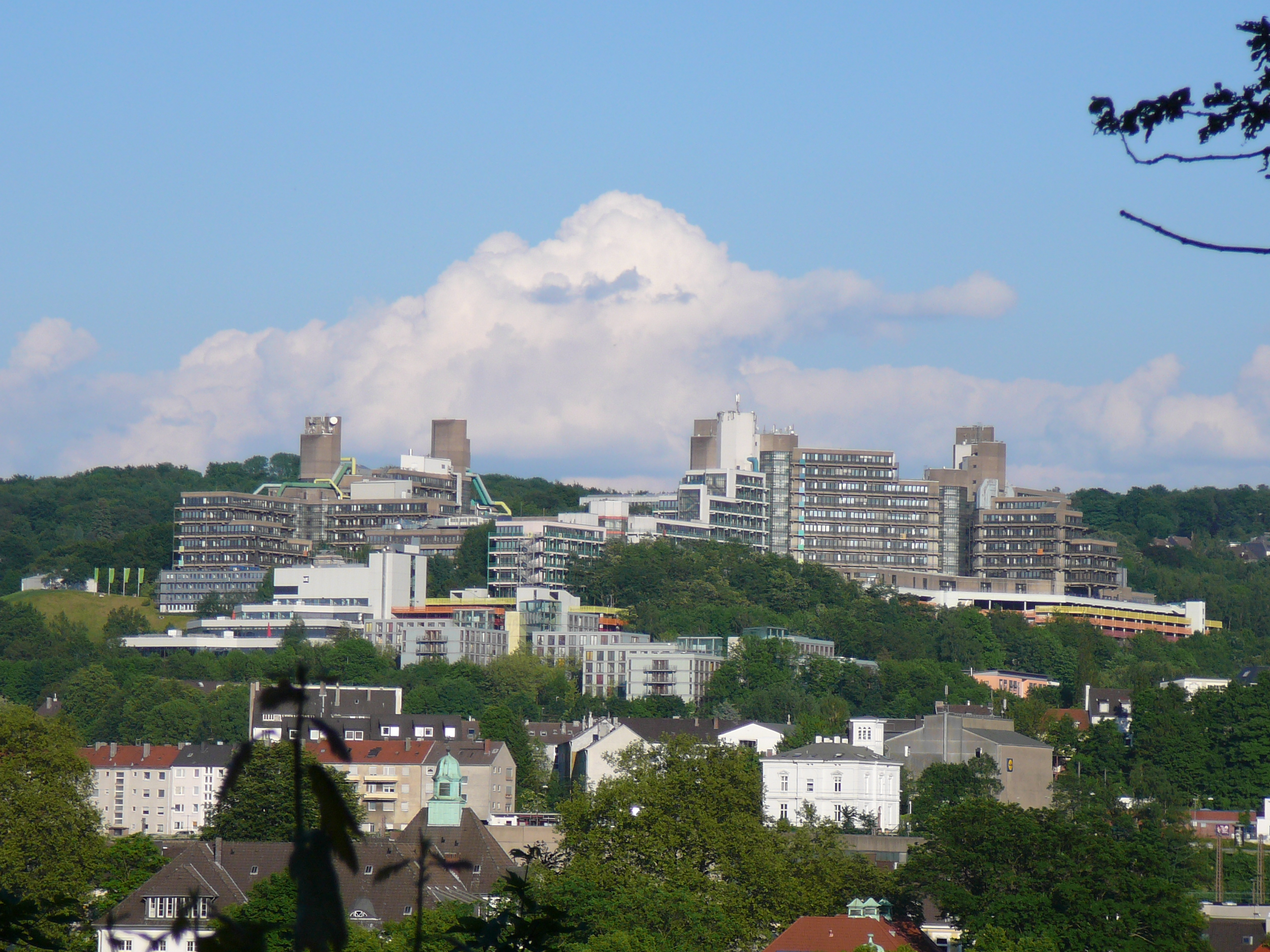
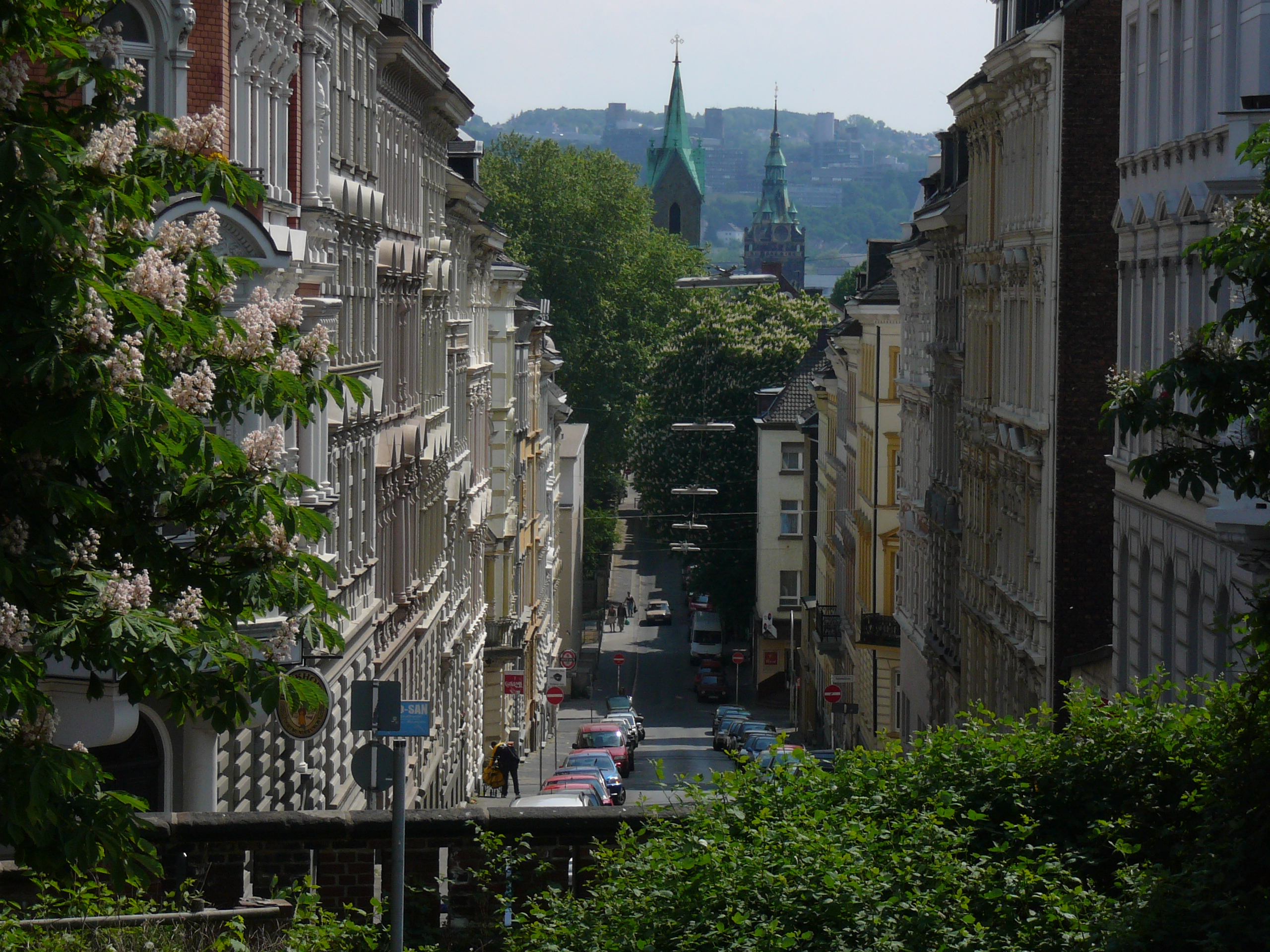
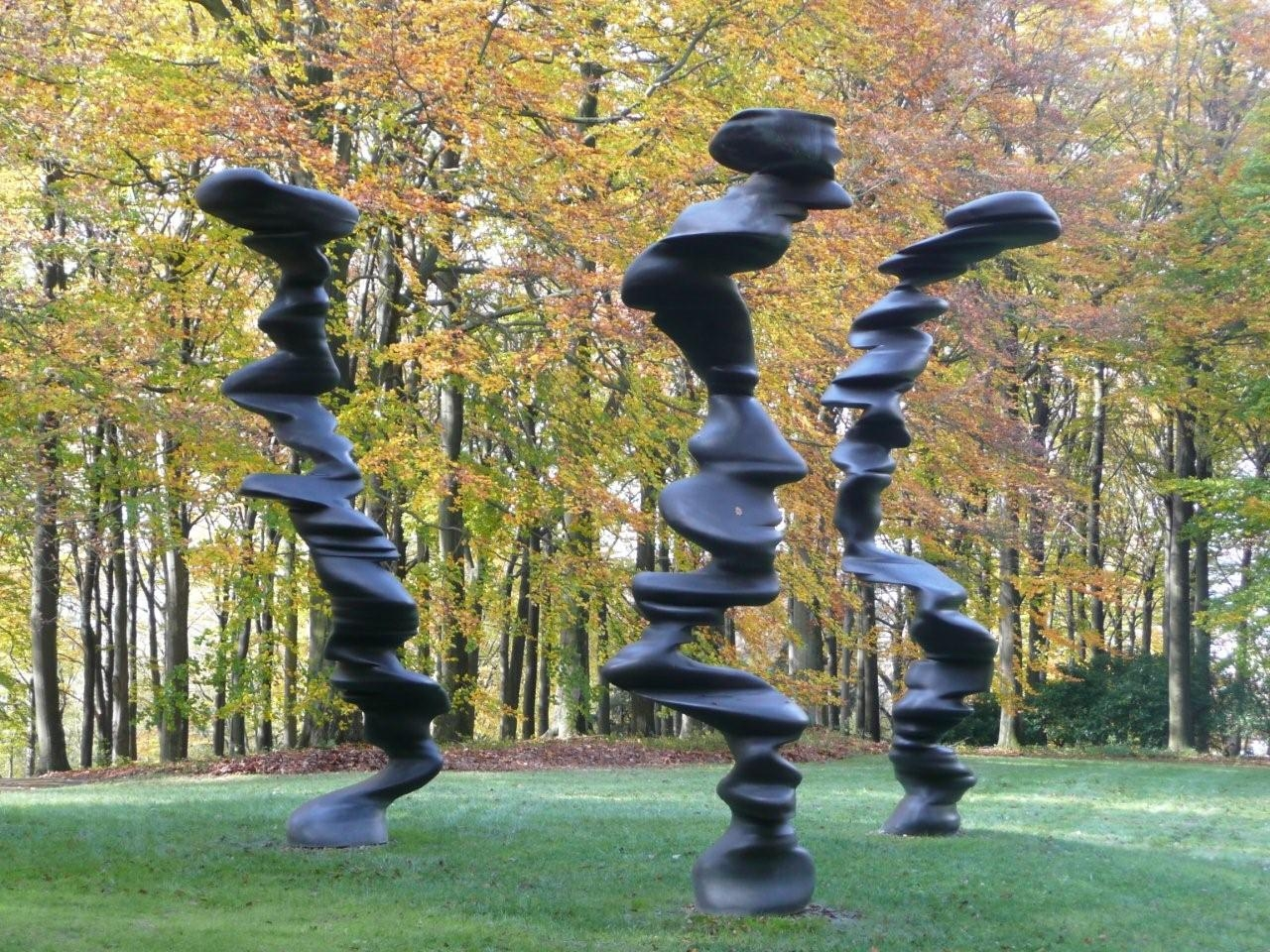
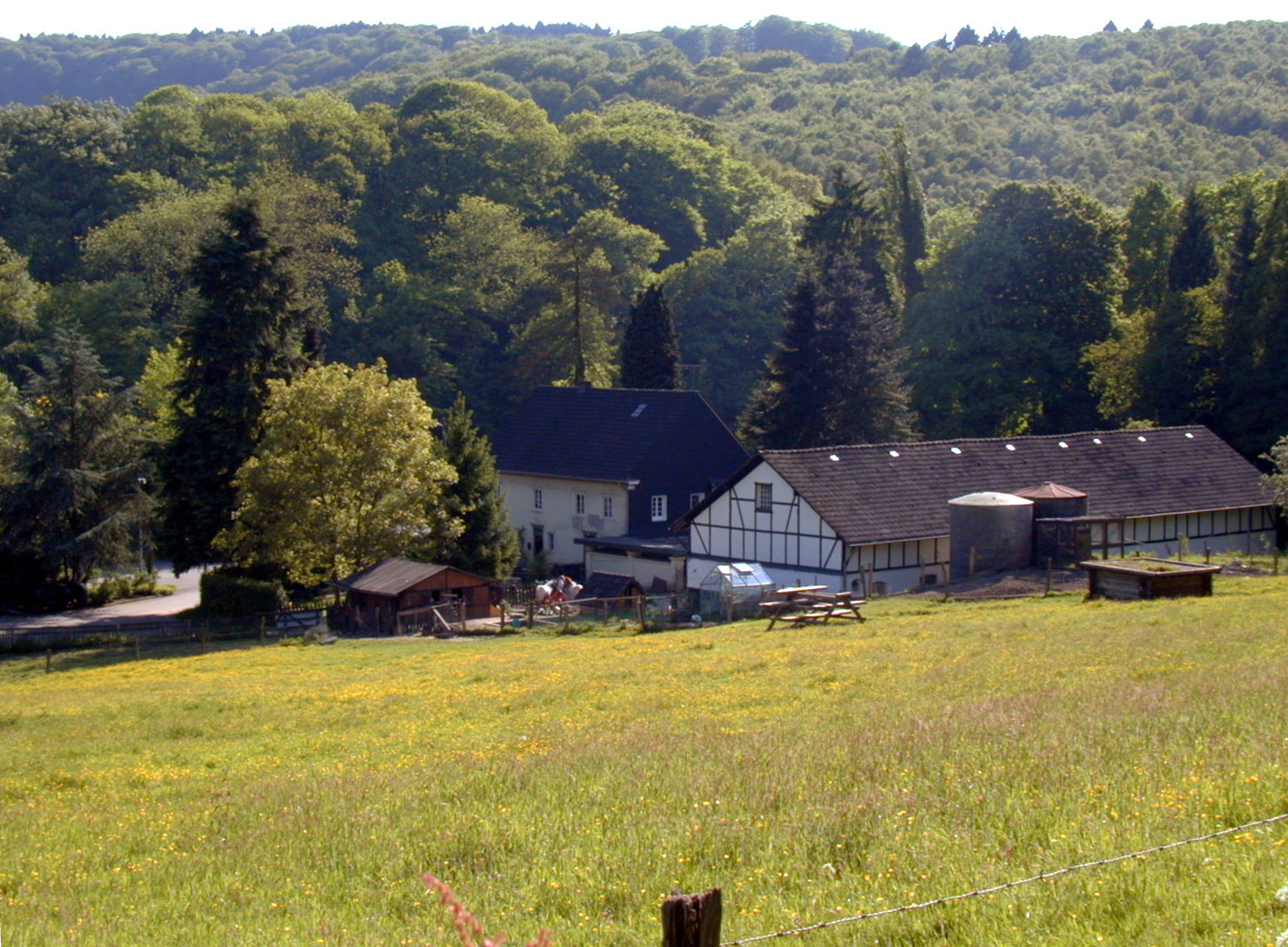
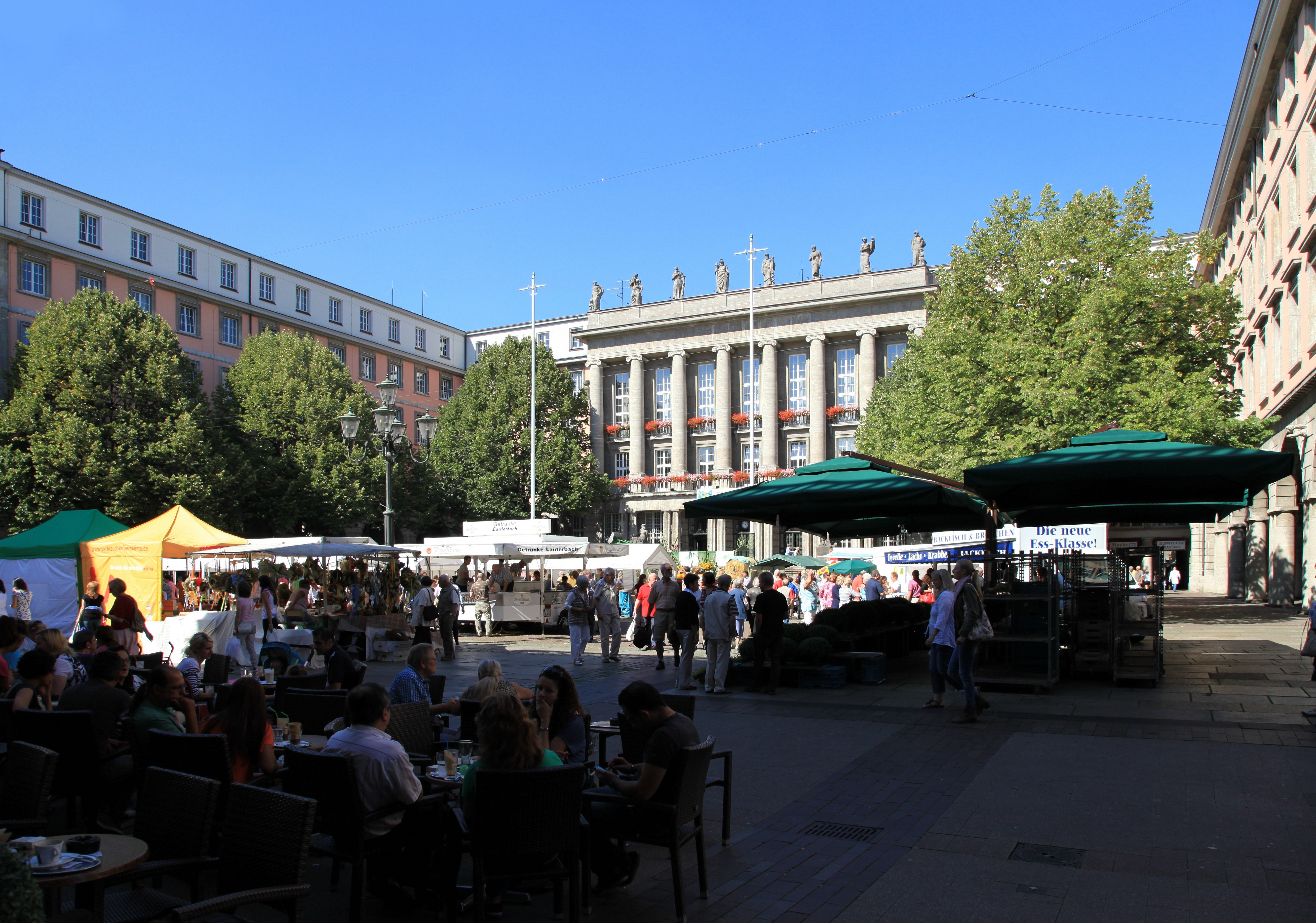
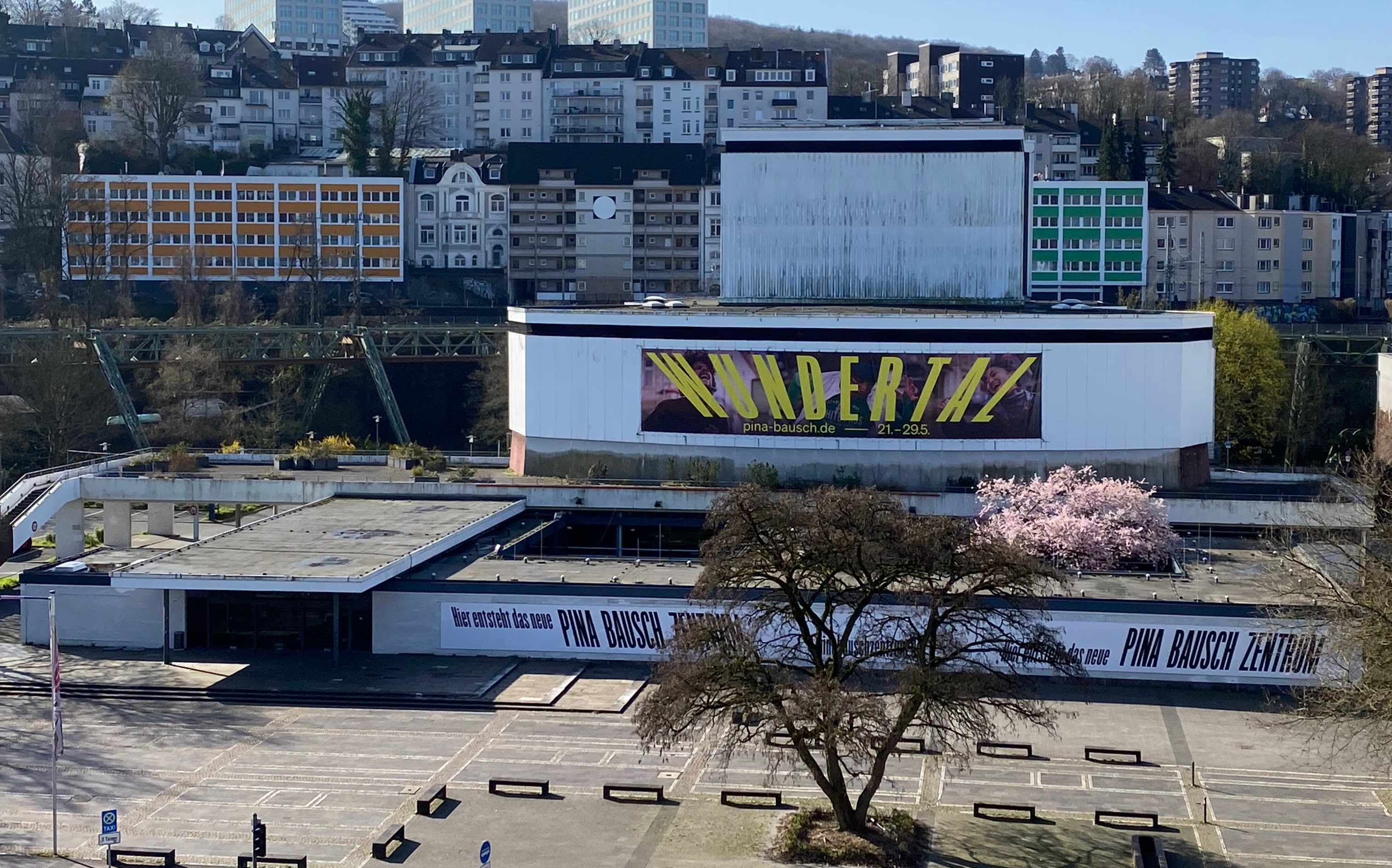
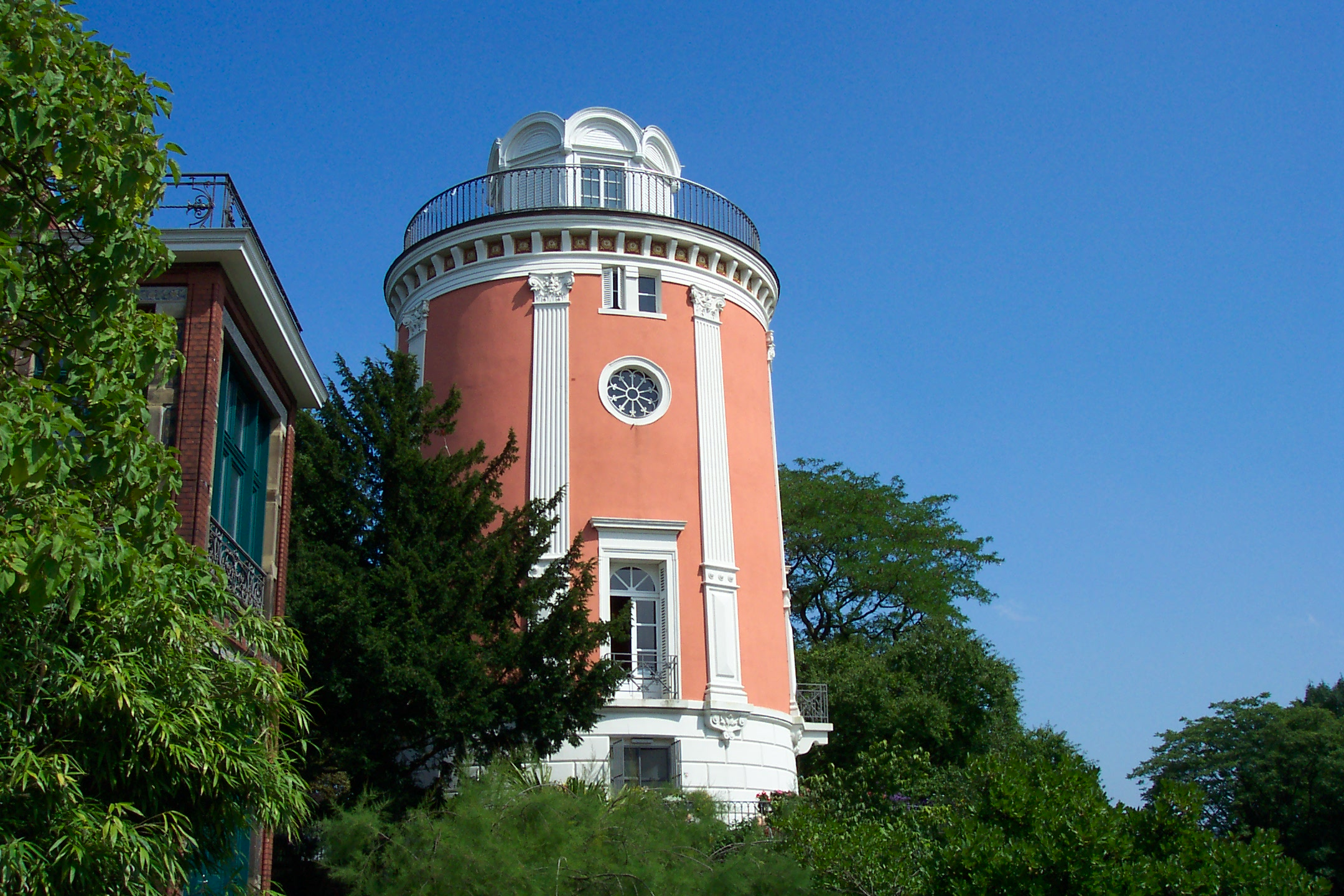
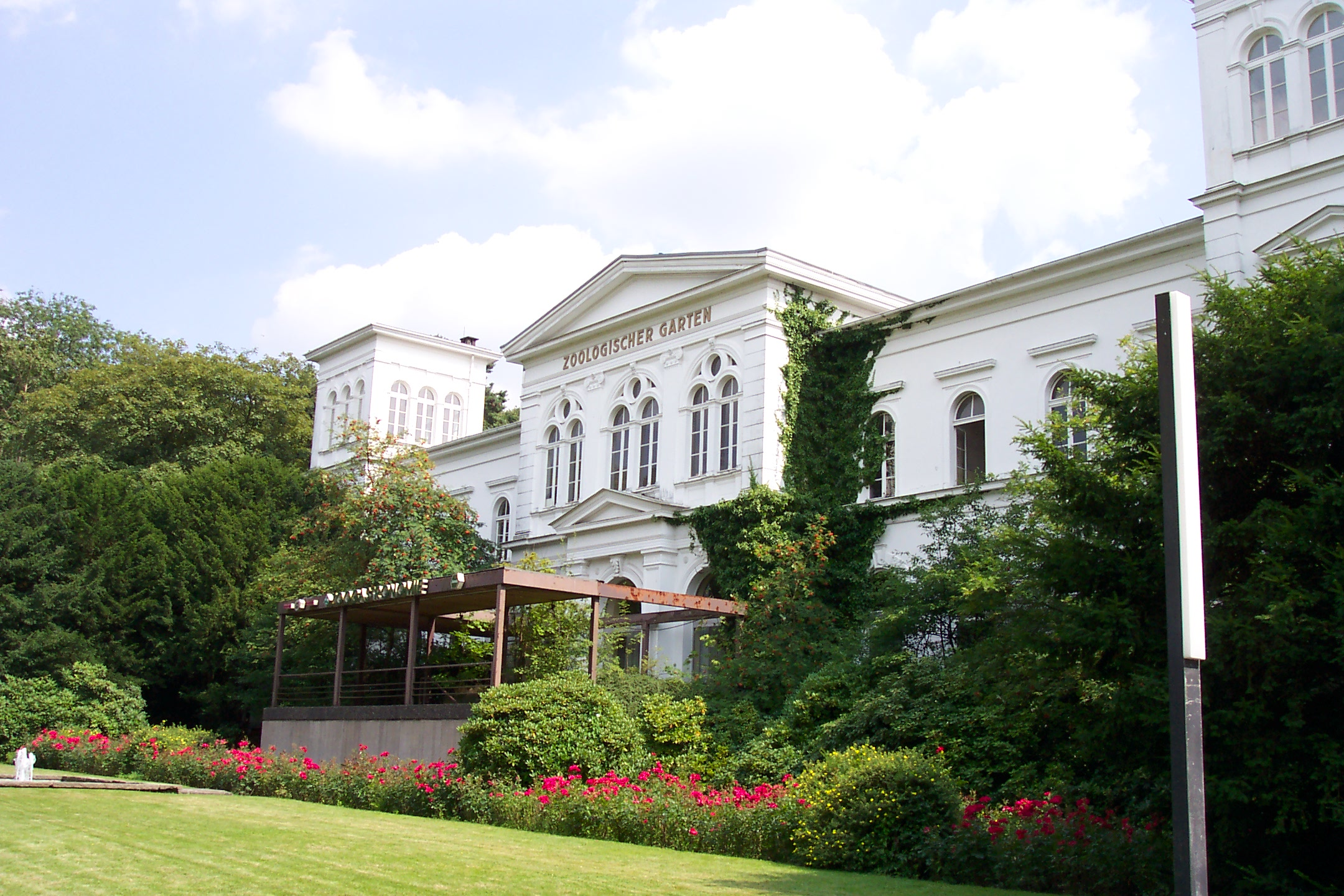
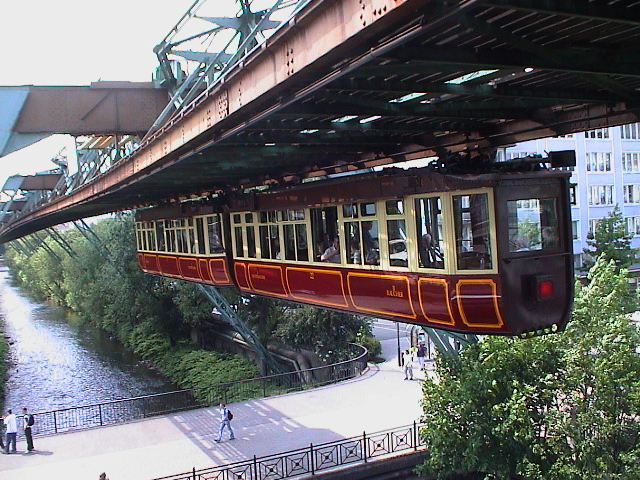
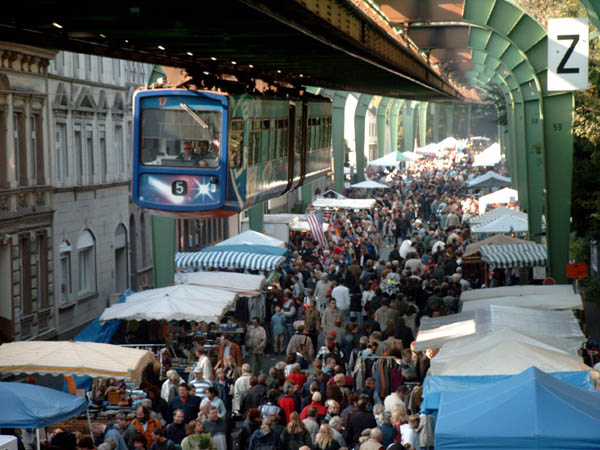
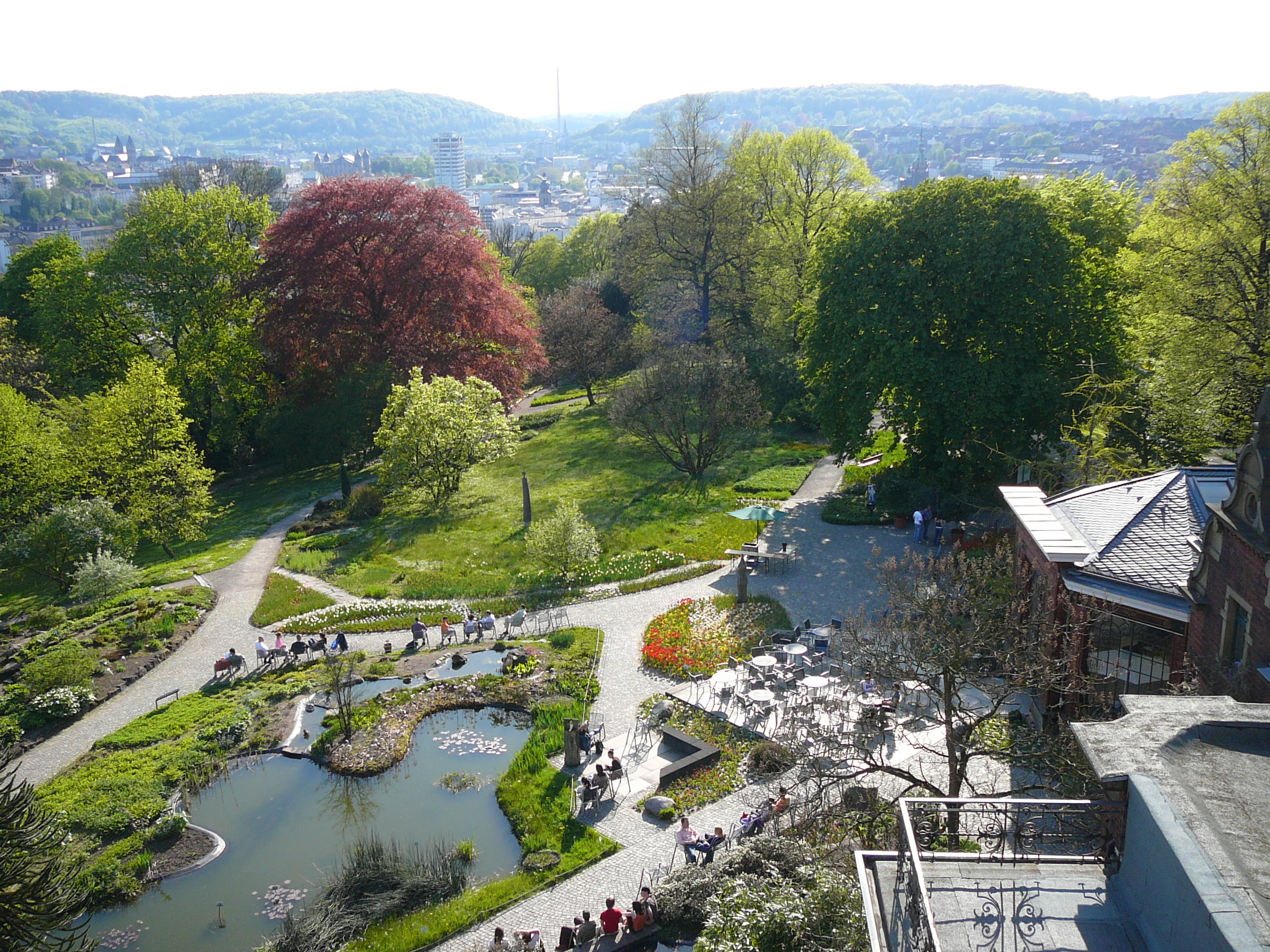
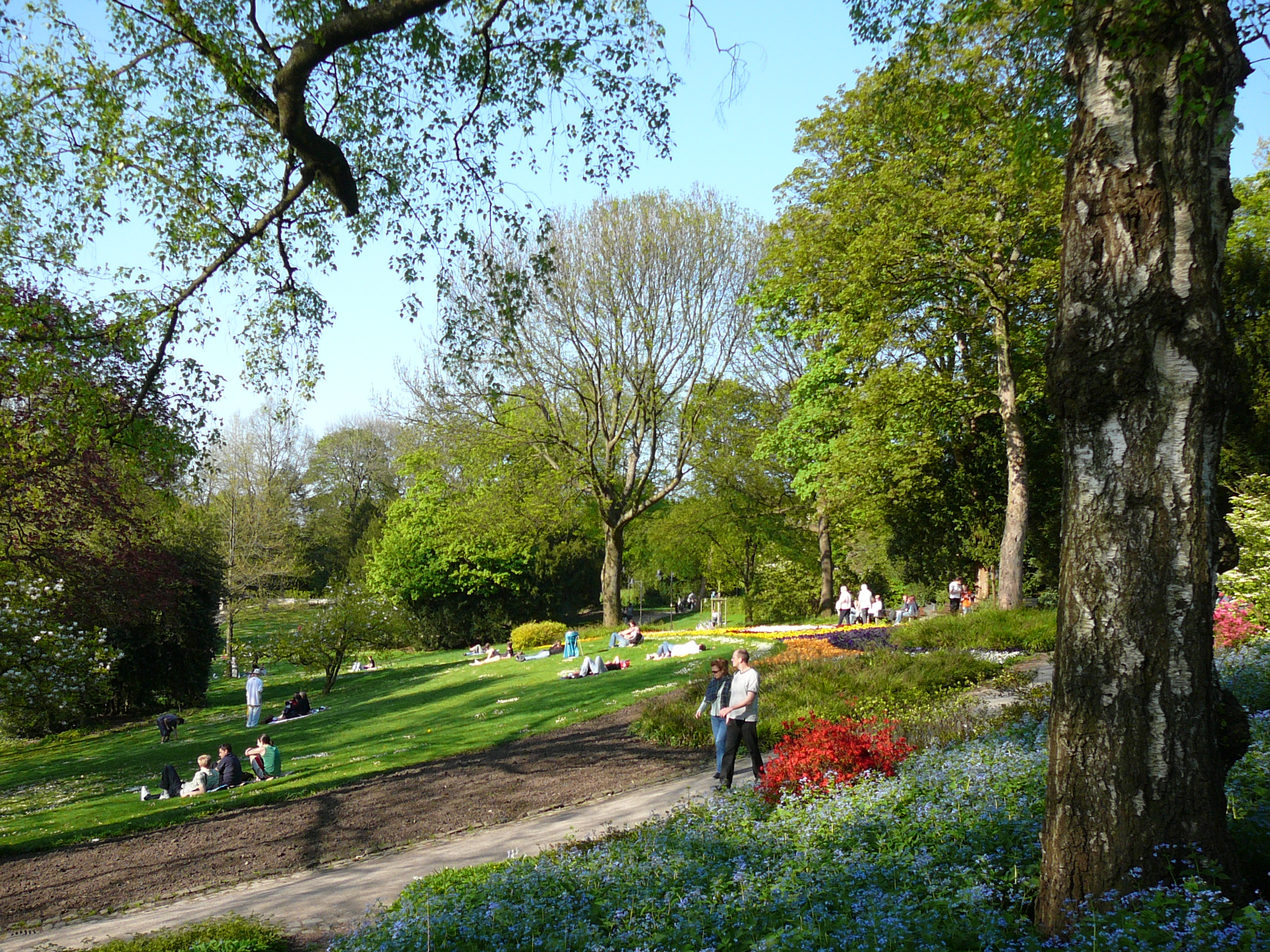

## Puntos de interés
- Arboreto Burgholz
- Jardín Botánico de Wuppertal